# Makowiec (województwo mazowieckie)
Makowiec – wieś w Polsce położona w województwie mazowieckim, w powiecie radomskim, w gminie Skaryszew. Ma status sołectwa.
| SIMC    | Nazwa     | Rodzaj    |
| ------- | --------- | --------- |
| 0637080 | Kolonisty | część wsi |

We wsi znajduje się Publiczna Szkoła Podstawowa im. Kardynała Stefana Wyszyńskiego, remiza OSP, a także ma siedzibę parafia Wniebowzięcia Najświętszej Maryi Panny.
Wieś królewska, położona była w drugiej połowie XVI wieku w powiecie radomskim województwa sandomierskiego.
Wieś jest siedzibą rzymskokatolickiej parafii Wniebowzięcia Najświętszej Maryi Panny.